# Hestvika
Hestvika este o localitate din comuna Hitra, provincia Sør-Trøndelag, Norvegia, cu o suprafață de 0,33 km² și o populație de 265 locuitori (2013).